# Wittmann Patch
 (janvier 2011).
 (janvier 2011).
Si vous disposez d'ouvrages ou d'articles de référence ou si vous connaissez des sites web de qualité traitant du thème abordé ici, merci de compléter l'article en donnant les références utiles à sa vérifiabilité et en les liant à la section « Notes et références ».
Le Wittmann Patch est un outil médicinal, inspiré des bardanes ; il sert provisoirement d’aponévrose abdominale dans les cas où l'abdomen ne peut pas être fermé pour cause de syndrome compartimental abdominal ou parce que plusieurs opérations sont prévues pour la réparation abdominale. Il se compose d'un crochet et d’une boucle stérile fabriqués à partir de propylène.

## Indications
- Syndrome compartimental abdominal
- Traumatisme abdominal
- Péritonite / infections intra-abdominales
- Pancréatite aiguë
- Ischémie intestinale
- Hémorragie intra-abdominale traumatique et non traumatique
- Complications des ruptures d'anévrisme de l'aorte abdominale.
- Complications des transplantations d'organes abdominaux.

## Contre-indications
Le patch n'est pas destiné à une implantation permanente.

## Technique opératoire
La feuille souple à la boucle est suturée a l’aponévrose de droite en utilisant un fil de suture Nylon 1 en boucle. Les mailles doivent être distancées de 2 cm, 2 cm dans l’aponévrose et 1-2 cm dans la mèche. La feuille à boucles doit être dirigée vers l'extérieur, est ensuite insérée entre le péritoine pariétal et viscéral de l'autre côté de façon à couvrir contenu abdominal.
Ensuite, la feuille à  crochets est suturée à l’aponévrose gauche de la même manière, et les crochets sont légèrement pressés contre les boucles de la feuille de boucle. En raison de l'hypertension massive péritonéale dans ce cas, la feuille à crochet n'a pas besoin d’être coupée pour s'adapter à l'ouverture de la plaie.

## Avantages cliniques
- L'utilisation du Patch Wittmann a montré un taux nettement plus élevé de fermeture aponévrotique primaire après la fermeture abdominale temporaire par rapport à une fermeture sous vide ou bien après l'utilisation d'un sac de Bogota[1].
- L'utilisation du Patch Wittmann en association avec la réparation abdominale par étapes, permet de diminuer la mortalité de 20 % chez les patients ayant un score APACHE II-20[2].

## Histoire
Le Patch Wittmann a été inventé par Dietmar H. Wittmann, MD, PhD, FACS, en 1987, tout en étant professeur de chirurgie à l'Université de Hambourg, l'école de médecine à Hambourg en Allemagne. M. Wittmann a poursuivi la recherche sur le Patch Wittmann en tant que professeur de chirurgie dans le département de chirurgie au Medical College of Wisconsin.